# Журавльова Валентина Миколаївна
Журавльо́ва Валенти́на Микола́ївна (нар. 17 липня 1933, Баку — 12 квітня 2004, Петрозаводськ
) — азербайджанська радянська та російська російськомовна письменниця-фантаст.

## Біографія
Журавльова Валентина Миколаївна народилась в Баку 17 липня 1933 року. 1956 року закінчила фармацевтичний факультет Азербайджанського медичного інституту. З 1990 року, після трагічних подій у Баку, з чоловіком жила в Петрозаводську (Карелія), а після його смерті 1998 року займалася систематизацією матеріалів і документів особистого архіву Р. С. Альтшуллера.

## Творчість
Писати фантастику почала студенткою. Перші оповідання «Крізь час» і «Експеримент 768» були надруковані в 1958 році в журналах «Знання-сила» і «Техника – молодежи» і відразу ж вивели автора на перші позиції у російській науковій фантастиці. Наступні оповідання Валентини Журавльової («Зоряна рапсодія», «Буря», «Астронавт», «Орля» і ін.), вирізнялися романтичним настроєм і тонким психологізмом. Другий етап творчості припав на кінець 60-х — початок 80-х рр. Оповідання « Прийде такий день», «Деякий Морган Робертсон» та інші були дещо «приземлені», вирізнялися реалізмом і зображенням внутрішнього світу героїв. Тоді ж Журавльова створила цикл оповідань про дослідницю-психолога Кіру Сафрай, яка проводить розслідування непростих детективних справ. (Оповідання «Сніжний міст над прірвою», «Пригоди», «Ми підемо мимо — і далі»).
На початку шестидесятих років за оповіданнями Валентини Журавльової були поставлені три радіовистави «Через неможливе — вперед»(1961), «Голуба планета» (1962) і телевистава «Астронавт»(1964). З них слухачі і глядачі дізнаються про людей майбутнього, які управляють вулканами, про передачу думок на відстань, про польоти на далекі таємничі планети та ще багато цікавого і незвнчайного.
Окрім фантастики написала гумористичне оповідання «Фокусники» (1959) і декілька статей про техніку, телебачення і винахідництво. В. Журавльова є також автором книги «Винаходи, замовлені мрією» (1964).

### Книги
1. Крізь час. 1960. М., Профтехвидав.
2. Людина, що створила Атлантиду. 1963. М., Детгиз.
3. Сніговий міст над прірвою. 1971. М., Дитяча література.
4. Ті, що летять у Всесвіті. 2002. М., АСТ

## Родина
Чоловік — Генріх Альтов (Альтшуллер) — письменник-фантаст

## Досягнення і відзнаки
- 1963 року — членкиня Спілки письменників СРСР
- 1968 року — лауреат премії журналу «Новий Вимір» (розповідь іноземною мовою) за повість «Балада про зірки» (1960)
- Кандидат хімічних наук